# Arnošt Klimčík
Arnošt Klimčík (24. července 1945 Karviná, Československo – 21. března 2015) byl český házenkář, reprezentant Československa, zlatý medailista z mistrovství světa v házené ve Švédsku v roce 1967 a stříbrný olympijský medailista z Mnichova 1972. Působil na postu pivot. Původním povoláním horník.

## Kariéra
Hráčskou kariéru začal ještě na učilišti v týmu VŽKG Ostrava. V roce 1964 přestoupil do týmu Baník Karviná, kterému dvakrát dopomohl k ligovému mistrovskému titulu (1968 a 1972). S házenou skončil ve 32 letech. Od té doby pracoval v dolu 1. máj v Karviné. V roce 1967 byl poprvé nominován do československé reprezentace a hned ho čekala účast na mistrovství světa ve švédském Västeras, kde Československo získalo dosud jediný titul mistrů světa. V roce 1972 se zúčastnil i Letních olympijských her v Mnichově, kde československý tým házenkářů dosáhl na stříbrné medaile. Ve finále podlehl Jugoslávii 16:21.

## Rodina
Se ženou Miluší měl dvě dcery, Gabrielu a Andreu. Jeho zetěm a manželem Gabriely byl bývalý český házenkářský reprezentant Michal Brůna.